# 츠쯔젠
츠쯔젠(중국어 간체자: 迟子建, 정체자: 遲子健, 병음: Chí Zǐjiàn, 1964년 2월 27일 ~ )은 중국의 소설가이다. 대표작으로는 2008년 마오둔 문학상 수상작인 《어얼구나강의 오른쪽》이 있다.

## 생애
츠쯔젠은 1964년 2월 27일에 헤이룽장성 다싱안링 지구 모허시에서 소학교 교장으로 근무하던 츠쩌펑(遲澤鳳)의 딸로 태어나서 하얼빈시에서 어린 시절을 보냈다. 츠쯔젠이라는 이름은 그의 아버지인 츠쩌펑이 좋아했던 조위 시대의 시인인 조식의 자인 자건(子建)에서 유래된 이름이라고 한다.
츠쯔젠은 1981년에 다싱안링 사범 학교에 입학했고 1983년에 《북방문학》을 통해 등단했다. 1986년에는 《인민문학》에 《베이지촌의 동화》(北極村的童話)를 발표하여 이름을 알렸다. 1988년에는 시베이 대학 작가반에 입학했고 이듬해에 베이징 사범대학과 루쉰 문학원이 공동 운영하던 대학원반에 입학했다. 1990년에 대학원 과정을 졸업하고 헤이룽장성으로 돌아오면서 중국 작가 협회 소속 전업 작가로 활동했고 나중에 국가 1급 작가 칭호를 받았다.
츠쯔젠은 1998년에 타허현 당서기를 역임한 황스쥔(黃世君)과 결혼했으나 황스쥔은 2002년 5월에 교통 사고로 사망했다. 츠쯔젠은 남편의 사망 소식에 큰 충격을 받았지만 비통함에서 강인하게 벗어나면서 글 쓰기에 더 많은 시간을 투자했고 《세계의 모든 밤》(世界上所有的夜晚), 《구름층을 넘는 맑음》(越過雲層的晴朗) 등의 문학 작품을 발표했다.
츠쯔젠은 2005년에 《수확》(收穫)에 중국 북동부 아르군강 우안에 거주하는 소수 민족인 에벤크인의 파란만장한 인생을 주제로 한 소설 《어얼구나강의 오른쪽》(額爾古納河右岸)을 연재했다. 이 작품은 문학적 주제의 사시적 품격과 세계적 의미를 담았다는 평가를 받았으며 2008년에 마오둔 문학상을 수상하기도 했다. 2020년 1월 5일에는 중국인민정치협상회의 헤이룽장성 제12기 위원회 부주석으로 선출되었다.

## 저서
- 《안개, 달, 외양간》
- 《맑은 물로 여행의 피로를 씻어내다》
- 《세상의 모든 밤》
- 《어얼구나강의 오른쪽》
- 《뭇 산들의 꼭대기》